# John Naber
John Phillips Naber (Evanston, 20 gennaio 1956) è un ex nuotatore statunitense specializzato nel dorso.

## Biografia
Vinse quattro medaglie d'oro e una d'argento ai Giochi olimpici di Montréal 1976: oro nei 100 m e 200 m dorso e nelle staffette 4x200 m sl e 4x100 m misti; argento nei 200 m sl. È stato primatista mondiale nei 100 m e 200 m dorso e nelle staffette 4x200 m sl e 4x100 m misti; in particolare, i record dei 100 e 200 dorso furono battuti solo sette anni dopo dal connazionale Rick Carey, ai Campionati americani del 1983.
Nel 1982 diventò uno dei membro dell'International Swimming Hall of Fame.

## Palmarès

### Giochi olimpici
Montréal 1976
- Oro nei 100 m dorso
- Oro nei 200 m dorso
- Oro nella staffetta 4x200 m sl
- Oro nella staffetta 4x100 m misti
- Argento nella 200 m stile libero

### Campionati mondiali
Belgrado 1973
 Bronzo nei 200 m dorso

## Riconoscimenti
- World Swimmer of the Year: 1976